# Ansgarskyrkan, Eskilstuna
Ansgarskyrkan är en kyrka nära Fröslunda Centrum på Västermalm i Eskilstuna. Kyrkan hör till S:t Ansgars församling i Strängnäs stift och är församlingens äldsta kyrka.

## Kyrkobyggnaden
Kyrkan invigdes 15 december 1962.
Interiören är, förutom tegel, i betong och trä och till stilen en basilika. Inredningen av trä har ritats av kyrkans arkitekt Johannes Olivegren. Under kyrkorummet finns en samlingssal för 100 personer. Ett församlingshem sammanbyggt med kyrkan uppfördes 1996.
I sidoskeppen finns fyra betonginfattade glasmålningar i hugget glas utförda av konstnärerna Randi Fisher och Ralph Bergholtz.
Kyrkan har stora likheter med Solbergskyrkan som uppfördes 1960 i Grums.

## Inventarier
- Altare och dopfunt är gjorda av bohusgranit.
- Ett processionskors är skuret i japanskt trä av Eric Norin.
- Läktarbarriär, predikstol och korskrank är gjorda av ek.
- En relief skapad av Lisa Larsson, Gustafsberg hänger vid dopfunten. Reliefen ska påminna om Guds skapande.

### Orgel
- 1965 byggde Jehmlich Orgelbau Dresden en orgel med 17 stämmor.
- Den nuvarande orgeln är byggd 1984 av A Magnussons Orgelbyggeri, Mölnlycke och har 14 stämmor. Orgeln är mekanisk.

| Huvudverk I         | Svällverk II   | Pedal      | Koppel |
| Gedackt 8´          | Rörflöjt 8´    | Subbas 16´ | I/P    |
| Principal 4´        | Fugara 8´      | Oktava 8´  | II/P   |
| Waldflöjt 2´        | Koppelflöjt 4' | Fagott 16´ | II/I   |
| Sesquialtera 2 chor | Principal 2'   |            |        |
| Mixtur 4 chor       | Scharf 3 chor  |            |        |
|                     | Oboe 8'        |            |        |
|                     | Tremulant      |            |        |
| Crescendosvällare   |                |            |        |

- Kororgeln är byggd 1964 av Görnlunds Orgelbyggeri AB, Gammelstad. Orgeln är mekanisk.

| Manual        |
| Gedackt 8’    |
| Rörflöjt 4’   |
| Principal 2'  |
| Cymbel 2 chor |